# 陕西广播电视台新闻资讯频道
陕西广播电视台新闻资讯频道，原名新闻综合频道，为陕西广播电视台旗下的一条电视频道。该频道于1960年7月1日开播，2012年9月改为现名。
2014年5月4日，该频道实行高标清数模同播。2017年2月15日，该频道正式实行高标清16:9同播。2月22日，压缩台标尺寸以配合16:9画幅。
2021年3月31日，新闻资讯频道的模擬廣播於當日深夜11時59分59秒終止，成為中國最後一批全面實施數字地面電視廣播的電視頻道之一。